# The Innkeepers
The Innkeepers è un film del 2011 diretto da Ti West.
Pellicola horror statunitense in cui il regista West figura anche come sceneggiatore, montatore, e tra i produttori.

## Trama
Claire e Luke gestiscono un albergo (lo Yankee Pedlar Inn a Torrington, Connecticut) che sta per chiudere a causa dei pochi clienti rimasti. A causa di alcuni rumori registrati da Luke, i due albergatori si convincono che l'hotel sia infestato da spiriti e la convinzione aumenta nel sapere che un centinaio di anni prima la defunta Madeline O'Malley si suicidò proprio in quell'hotel e che successivamente il suo cadavere fu nascosto nello scantinato, luogo da cui provengono gli strani rumori.

## Distribuzione
Il film è stato presentato in anteprima il 12 marzo 2011 al festival South by Southwest e ha avuto una distribuzione limitata nelle sale cinematografiche statunitensi il 3 febbraio 2012.